# Montague-Court Building
Le Montague-Court building est un gratte-ciel de 119 mètres de hauteur construit à Brooklyn, à New York aux États-Unis en 1927.
L'immeuble a été conçu dans un style néorenaissance par l'architecte H. Craig Severance.